# Перевозкин, Александр Филиппович
Александр Филиппович Перевозкин (18 июня 1936, Нижний Тагил, Свердловская область, СССР — 16 января 2022) — Герой Социалистического Труда (1976), старший мастер цеха Уральского вагоностроительного завода Министерства оборонной промышленности СССР города Нижний Тагил Свердловской области, Почётный донор СССР.

## Биография
Родился 18 июня 1936 года в городе Нижнем Тагиле Свердловской области. Окончил среднюю школу № 13 в 1954 году. В 1954—1957 годах прошёл срочную службу в Советской Армии.
Свою трудовую деятельность начал токарем цеха 100 Уральского вагоностроительного завода, затем работал токарем цеха № 120, имел персональное клеймо (знак качества). С марта 1980 года работал бригадиром комплексно-сквозной бригады, работавшие по принципу взаимозаменяемости на один наряд по балльной системе с коэффициентом трудового участия, затем был старшим мастером цеха № 120 завода.
Александр Филиппович был депутатом Верховного Совета РСФСР X созыва.
Умер 16 января 2022 года, похоронен на кладбище «Пихтовые горы».

## Награды
За свои достижения был награждён:
- 15.09.1976 — звание Героя Социалистического Труда с золотой медалью «Серп и Молот» и орденом Ленина;
- 1971 — орден Октябрьской Революции;
- Почётный донор СССР[4].